# Luther Perkins
Luther Monroe Perkins (* 8. Januar 1928 in Memphis (Tennessee); † 5. August 1968 in Nashville) war ein US-amerikanischer Gitarrist und Mitglied von Johnny Cashs Band Tennessee Three.

## Leben

### Karriere
Perkins arbeitete als Automechaniker in Memphis, Tennessee. Abends spielte er in Clubs Gitarre; zusammen mit seinem Freund, dem Bassisten Marshall Grant nannten sie sich „Tennessee Two“. Die beiden lernten 1955 den damals noch unbekannten Johnny Cash kennen und erhielten mit ihm zusammen einen Plattenvertrag beim Plattenlabel Sun Records.
Da Cashs Band zu dieser Zeit noch keinen Schlagzeuger hatte, schob Cash ein Stück Papier zwischen die Saiten seiner Rhythmusgitarre, um den Sound einer Snare Drum zu imitieren; dieses perkussive Schnarren war ein charakteristisches Element des berühmten „Boom-Chicka-Boom“-Sounds. Die Bezeichnung ist eine lautmalerische Beschreibung für den schnellen, stampfenden Klang ähnlich dem eines fahrenden Zugs. Als 1960 W. S. Holland als Drummer zu den beiden stieß, nannte sich die Band „Tennessee Three“. Perkins begann mit einer Gitarre vom Typ Esquire (Vorgänger des Modells Telecaster) der Marke Fender. 1959 wechselte er kurzzeitig zur neu erschienenen Jazzmaster, die er von seinem Freund Leo Fender persönlich übergeben bekam (Perkins war einer von Fenders Lieblingsgitarristen), kehrte aber immer wieder zur Esquire zurück, die er auch bei der Aufnahme des Konzerts At Folsom Prison noch spielte.

### Tod
Perkins arbeitete mit Cash zusammen, bis er 1968 im Alter von 40 Jahren beim Brand seines Wohnhauses ums Leben kam. Die Feuerwehr vermutete, dass Perkins mit einer brennenden Zigarette eingeschlafen war; dies konnte aber nie zweifelsfrei festgestellt werden. Dieser Umstand wurde auch in der filmischen Cash-Biografie Walk the Line aufgegriffen. Bei einer nächtlichen Busfahrt zu einem Konzert bemerkt Cash eine glühende Zigarette im Mund des schlafenden Perkins und drückt sie aus.
Luther Perkins wurde auf dem Friedhof „Memory Gardens“ in Hendersonville (Tennessee) beerdigt, auf dem später auch Johnny Cash und dessen Frau June Carter Cash beigesetzt wurden.

## Auszeichnung
Wegen seiner Verdienste um das Genre wurde Luther Perkins in der Rockabilly Hall of Fame geehrt.